# Herrarnas sprint i längdskidåkning vid olympiska vinterspelen 2014
Herrarnas sprint i längdskidåkning vid olympiska vinterspelen 2014 hölls på anläggningen Laura längdåknings- och skidskyttekomplex i skidorten Krasnaja Poljana, Ryssland, ca 60 km från Sotji, den 11 februari 2014. Tävlingen var i fristil.
Finalen var väldigt dramatisk när tre åkare föll i mitten av åket, bland annat Marcus Hellner. I mål skilde det nästan 20 sekunder mellan tvåan och trean. I och med fallet kunde Emil Jönsson, som var långt bak i början av loppet, åka in som bronsmedaljör.

## Medaljörer
| Disciplin | Guld                      | Silver                | Brons              |
| Sprint    | Ola Vigen Hattestad (NOR) | Teodor Peterson (SWE) | Emil Jönsson (SWE) |

## Resultat

### Kval
I kvalet deltog 86 idrottare från 40 nationer. Åkarna startade i jaktstart med 15 sekunders mellanrum efter startnummer, och de 30 åkare med bäst tid kvalificerade sig till kvartsfinalerna. Norrmannen Ola Vigen Hattestad med startnummer 1 startade först klockan 14:25.15, lokal tid. Darko Damjanovski från Makedonien med startnummer 86 startade sist klockan 14:46.30, lokal tid.
     Åkare markerade med grön färg blev kvalificerade till kvartsfinalerna
| Pl. | Nr | Namn                     | Nation                  | ST UTC+4 | Tid          | Differens    |
| --- | -- | ------------------------ | ----------------------- | -------- | ------------ | ------------ |
| 1   | 1  | Ola Vigen Hattestad      | Norge                   | 14:25.15 | 3.28,35      | ±0           |
| 2   | 5  | Sergej Ustiugov          | Ryssland                | 14:26.15 | 3.30,26      | +1,91        |
| 3   | 6  | Federico Pellegrino      | Italien                 | 14:26.30 | 3.30,38      | +2,03        |
| 4   | 10 | Anders Gløersen          | Norge                   | 14:27.30 | 3.30,41      | +2,06        |
| 5   | 9  | Emil Jönsson             | Sverige                 | 14:27.15 | 3.30,77      | +2,42        |
| 6   | 20 | Teodor Peterson          | Sverige                 | 14:30.00 | 3.31,43      | +3,08        |
| 7   | 8  | Eirik Brandsdal          | Norge                   | 14:27.00 | 3.32,53      | +4,18        |
| 8   | 26 | Bernhard Tritscher       | Österrike               | 14:31.30 | 3.32,60      | +4,25        |
| 9   | 18 | Aleksej Petuchov         | Ryssland                | 14:29.30 | 3.32,67      | +4,32        |
| 10  | 17 | Calle Halfvarsson        | Sverige                 | 14:29.15 | 3.33,11      | +4,76        |
| 11  | 13 | Nikita Krjukov           | Ryssland                | 14:28.15 | 3.34,04      | +5,69        |
| 12  | 4  | Martti Jylhae            | Finland                 | 14:26.00 | 3.34,49      | +6,14        |
| 13  | 38 | Dario Cologna            | Schweiz                 | 14.34.30 | 3.35,03      | +6,68        |
| 14  | 28 | Renaud Jay               | Frankrike               | 14:32.00 | 3.35,16      | +6,81        |
| 15  | 56 | Marcus Hellner           | Sverige                 | 14:39.00 | 3.35,38      | +7,03        |
| 16  | 3  | Petter Northug           | Norge                   | 14:25.45 | 3.35,44      | +7,09        |
| 17  | 11 | Andrew Newell            | USA                     | 14:27.45 | 3.35,52      | +7,17        |
| 18  | 44 | David Hofer              | Italien                 | 14:36.00 | 3.35,68      | +7,33        |
| 19  | 14 | Alex Harvey              | Kanada                  | 14:28.30 | 3.36,08      | +7,73        |
| 20  | 22 | Anton Gafarov            | Ryssland                | 14:30.30 | 3.36,10      | +7,75        |
| 21  | 15 | Simeon Hamilton          | USA                     | 14:28.45 | 3.36,12      | +7,77        |
| 22  | 36 | Cyril Miranda            | Frankrike               | 14:34.00 | 3.36,59      | +8,24        |
| 23  | 2  | Joeri Kindschi           | Schweiz                 | 14:25.30 | 3.36,89      | +8,54        |
| 24  | 30 | Harald Wurm              | Österrike               | 14.32.30 | 3.37,18      | +8,83        |
| 25  | 37 | Ville Nousiainen         | Finland                 | 14:34.15 | 3.37,52      | +9,17        |
| 26  | 39 | Qinghai Sun              | Kina                    | 14:34.45 | 3.37,71      | +9,36        |
| 27  | 27 | Andrew Musgrave          | Storbritannien          | 14:31.45 | 3.37,75      | +9,40        |
| 28  | 19 | Tim Tscharnke            | Tyskland                | 14:29.45 | 3.37,75      | +9,40        |
| 29  | 35 | Cyril Gaillard           | Frankrike               | 14:33.45 | 3.37,86      | +9,51        |
| 30  | 25 | Nikolaj Tjebotko         | Kazakstan               | 14:31.15 | 3.37,88      | +9,53        |
| 31  | 12 | Josef Wenzl              | Tyskland                | 14:28.00 | 3.38,10      | +9,75        |
| 32  | 61 | Thomas Bing              | Tyskland                | 14:40.15 | 3.38,30      | +9,95        |
| 33  | 52 | Roman Ragozin            | Kazakstan               | 14:38.00 | 3.38,56      | +10,21       |
| 34  | 24 | Anssi Pentsinen          | Finland                 | 14:31.00 | 3.38,66      | +10,31       |
| 35  | 16 | Sebastian Eisenlauer     | Tyskland                | 14:29.00 | 3.39,00      | +10,65       |
| 36  | 32 | Len Väljas               | Kanada                  | 14:33.00 | 3.39,87      | +11,52       |
| =37 | 42 | Torin Koos               | USA                     | 14:35.30 | 3.40,27      | +11,92       |
| =37 | 48 | Dietmar Nöckler          | Italien                 | 14:37.00 | 3.40,27      | +11,92       |
| 39  | 54 | Erik Bjornsen            | USA                     | 14:38.30 | 3.40,39      | +12,04       |
| 40  | 31 | Baptiste Gros            | Frankrike               | 14:32.45 | 3.40,54      | +12,19       |
| 41  | 50 | Dušan Kožišek            | Tjeckien                | 14:37.30 | 3.40,56      | +12,21       |
| 42  | 49 | Andrew Young             | Storbritannien          | 14:37.15 | 3.40,68      | +12,33       |
| 43  | 43 | Juho Mikkonen            | Finland                 | 14:35.45 | 3.40,72      | +12,37       |
| 44  | 41 | Enrico Nizzi             | Italien                 | 14:35.15 | 3.40,89      | +12,54       |
| 45  | 33 | Yuichi Onda              | Japan                   | 14:33.15 | 3.40,98      | +12,63       |
| 46  | 55 | Max Hauke                | Österrike               | 14:38.45 | 3.41,55      | +13,20       |
| 47  | 7  | Jovian Hediger           | Schweiz                 | 14:26.45 | 3.42,34      | +13,99       |
| 48  | 58 | Michail Semenov          | Belarus                 | 14:39.30 | 3.42,93      | +14,58       |
| 49  | 29 | Ales Razym               | Tjeckien                | 14:32.15 | 3.43,24      | +14,89       |
| 50  | 62 | Ruslan Perekhoda         | Ukraina                 | 14:40.30 | 3.43,61      | +15,26       |
| 51  | 45 | Raido Rankel             | Estland                 | 14:36.15 | 3.43,82      | +15,47       |
| 52  | 34 | Peeter Kummel            | Estland                 | 14:33.30 | 3.44,03      | +15,68       |
| 53  | 51 | Jesse Cockney            | Kanada                  | 14:37.45 | 3.44,36      | +16,01       |
| 54  | 64 | Martin Møller            | Danmark                 | 14:41.00 | 3.44,38      | +16,03       |
| 55  | 53 | Phillip Bellingham       | Australien              | 14:38.15 | 3.45,65      | +17,30       |
| 56  | 40 | Devon Kershaw            | Kanada                  | 14:35.00 | 3.45,77      | +17,42       |
| 57  | 63 | Sebastian Gazurek        | Polen                   | 14:40.45 | 3.46,12      | +17,77       |
| 58  | 46 | Denis Volotka            | Kazakstan               | 14:36.30 | 3.46,92      | +18,57       |
| 59  | 47 | Siim Sellis              | Estland                 | 14:36.45 | 3.48,06      | +19,71       |
| 60  | 69 | Imanol Rojo              | Spanien                 | 14:42.15 | 3.48,44      | +20,09       |
| 61  | 65 | Arvis Liepins            | Lettland                | 14:41.15 | 3.49,28      | +20,93       |
| 62  | 77 | Callum Smith             | Storbritannien          | 14:44.15 | 3.50,13      | +21,78       |
| 63  | 78 | Milanko Petrović         | Serbien                 | 14:44.30 | 3.50,20      | +21,85       |
| 64  | 68 | Andrey Gridin            | Bulgarien               | 14:42.00 | 3.50,57      | +22,22       |
| 65  | 71 | Paul Constantin Pepene   | Rumänien                | 14:42.45 | 3.51,54      | +23,19       |
| 66  | 57 | Peter Mlynar             | Slovakien               | 14:39.15 | 3.51,76      | +23,41       |
| 67  | 21 | Maciej Starega           | Polen                   | 14:30.15 | 3.51,84      | +23,49       |
| 68  | 74 | Florin Daniel Pripici    | Rumänien                | 14:43.30 | 3.52,68      | +24,33       |
| 69  | 75 | Edi Dadic                | Kroatien                | 14:43.45 | 3.52,89      | +24,54       |
| 70  | 73 | Vytautas Strolia         | Litauen                 | 14:43.15 | 3.55,48      | +27,13       |
| 71  | 60 | Janis Paipals            | Lettland                | 14:40.00 | 3.56,21      | +27,86       |
| 72  | 72 | Saevar Birgisson         | Island                  | 14:43.00 | 3.59,50      | +31,15       |
| 73  | 67 | Milan Szabo              | Ungern                  | 14:41.45 | 3.59,68      | +31,33       |
| 74  | 80 | Apostolos Angelis        | Grekland                | 14:45.00 | 4.01,87      | +33,52       |
| 75  | 79 | Sabahattin Oglago        | Turkiet                 | 14:44.45 | 4.02,03      | +33,68       |
| 76  | 81 | Rejhan Smrkovic          | Serbien                 | 14:45.15 | 4.02,28      | +33,93       |
| 77  | 83 | Victor Pinzaru           | Moldavien               | 14:45.45 | 4.04,91      | +36,56       |
| 78  | 86 | Darko Damjanovski        | Makedonien              | 14:46.30 | 4.08,56      | +40,21       |
| 79  | 66 | Kari Peters              | Luxemburg               | 14:41.30 | 4.13,08      | +44,73       |
| 80  | 82 | Leandro Ribela           | Brasilien               | 14:45.30 | 4.21,12      | +52,77       |
| 81  | 70 | Oleksii Krasovskyi       | Ukraina                 | 14:42.30 | 4.35,08      | +1.06,73     |
| 82  | 85 | Mladen Plakalovic        | Bosnien och Hercegovina | 14:46.15 | 4.40,64      | +1.12,29     |
| 83  | 23 | Roman Schaad             | Schweiz                 | 14:30.45 | 4.56,63      | +1.28,28     |
| 84  | 84 | Yonathan Jesus Fernandez | Chile                   | 14:46.00 | 4.58,63      | +1.30,28     |
| 85  | 76 | Callum Watson            | Australien              | 14:44.00 | 5.29,62      | +2.01,27     |
| —   | 59 | Wenlong Xu               | Kina                    | 14:39.45 | Kom ej i mål | Kom ej i mål |

### Kvartsfinaler
Under kvartsfinalerna tävlade de kvalificerade åkarna från kvalet. 30 åkare blev uppdelade i fem grupper om sex åkare i vardera grupp. De två främsta åkarna ur respektive grupp blev direktkvalificerade till semifinalerna. De två åkare som hade bäst tid och ej blev direktkvalificerade blev tilldelad en plats i semifinalerna. Totalt 12 åkare från kvartsfinalerna blev kvalificerade till nästa omgång.
     Åkare markerade med grön färg blev kvalificerade till semifinalerna
     Åkare markerade med blå färg blev kvalificerade till semifinalerna genom tidskval (lucky loser)

#### Kvartsfinal 1
| Pl. | Nr | Namn                | Nation    | Sluttid | Differens |
| --- | -- | ------------------- | --------- | ------- | --------- |
| 1   | 1  | Ola Vigen Hattestad | Norge     | 3.37,99 | ±0        |
| 2   | 20 | Anton Gafarov       | Ryssland  | 3.38,52 | +0,53     |
| 3   | 11 | Nikita Krjukov      | Ryssland  | 3.39,10 | +1,11     |
| 4   | 10 | Calle Halfvarsson   | Sverige   | 3.39,13 | +1,14     |
| 5   | 30 | Nikolaj Tjebotko    | Kazakstan | 3.39,66 | +1,67     |
| 6   | 21 | Simeon Hamilton     | USA       | 3.39,83 | +1,84     |

#### Kvartsfinal 2
| Pl. | Nr | Namn            | Nation         | Sluttid | Differens |
| --- | -- | --------------- | -------------- | ------- | --------- |
| 1   | 4  | Anders Gløersen | Norge          | 3.36,28 | ±0        |
| 2   | 7  | Eirik Brandsdal | Norge          | 3.36,59 | +0,31     |
| 3   | 14 | Renaud Jay      | Frankrike      | 3.37,00 | +0,72     |
| 4   | 17 | Andrew Newell   | USA            | 3.37,12 | +0,84     |
| 5   | 24 | Harald Wurm     | Österrike      | 3.38,32 | +2,04     |
| 6   | 27 | Andrew Musgrave | Storbritannien | 3.48,69 | +12,41    |

#### Kvartsfinal 3
| Pl. | Nr | Namn             | Nation  | Sluttid | Differens |
| --- | -- | ---------------- | ------- | ------- | --------- |
| 1   | 5  | Emil Jönsson     | Sverige | 3.33,20 | ±0        |
| 2   | 6  | Teodor Peterson  | Sverige | 3.33,34 | +0,14     |
| 3   | 15 | Marcus Hellner   | Sverige | 3.33,62 | +0,42     |
| 4   | 17 | Petter Northug   | Norge   | 3.36,70 | +3,50     |
| 5   | 25 | Ville Nousiainen | Finland | 3.40,84 | +7,64     |
| 6   | 26 | Sun Qinghai      | Kina    | 3.47,26 | +14,06    |

Marcus Hellner från Sverige och Petter Northug från Norge blev tilldelade de två platser för åkare som ej slutade etta eller tvåa ur respektive grupp, och som lyckades kvalificera sig vidare till nästa omgång genom tidskvalificering.

#### Kvartsfinal 4
| Pl. | Nr | Namn             | Nation    | Sluttid | Differens |
| --- | -- | ---------------- | --------- | ------- | --------- |
| 1   | 2  | Sergej Ustiugov  | Ryssland  | 3.36,14 | ±0        |
| 2   | 9  | Aleksej Petuchov | Ryssland  | 3.36,39 | +0,25     |
| 3   | 22 | Cyril Miranda    | Frankrike | 3.37,57 | +1,43     |
| 4   | 19 | Alex Harvey      | Kanada    | 3.37,89 | +1,75     |
| 5   | 12 | Martti Jylhä     | Finland   | 3.37,98 | +1,84     |
| 6   | 29 | Cyril Gaillard   | Frankrike | 3.40,77 | +4,63     |

#### Kvartsfinal 5
| Pl. | Nr | Namn                | Nation    | Sluttid | Differens |
| --- | -- | ------------------- | --------- | ------- | --------- |
| 1   | 3  | Federico Pellegrino | Italien   | 3.43,97 | ±0        |
| 2   | 8  | Bernhard Tritcher   | Österrike | 3.44,01 | +0,04     |
| 3   | 18 | David Hofer         | Italien   | 3.44,87 | +0,90     |
| 4   | 28 | Tim Tscharnke       | Tyskland  | 3.46,81 | +2,84     |
| 5   | 23 | Joeri Kindschi      | Schweiz   | 3.47,94 | +3,97     |
| 6   | 13 | Dario Cologna       | Schweiz   | 4.39,69 | +55,72    |

### Semifinaler
Under semifinalerna tävlade de kvalificerade åkarna från kvartsfinalerna. 12 åkare blev uppdelade i två grupper om sex åkare i vardera grupp. De två främsta åkarna ur respektive grupp blev direktkvalificerade till semifinalerna. De två åkare som hade bäst tid och ej blev direktkvalificerade blev tilldelad en plats i finalen. Totalt sex åkare från semifinalerna blev kvalificerade till finalen.
     Åkare markerade med grön färg blev kvalificerade till finalen
     Åkare markerade med blå färg blev kvalificerade till finalen genom tidskval (lucky loser)

#### Semifinal 1
| Pl. | Nr | Namn                | Nation   | Sluttid | Differens |
| --- | -- | ------------------- | -------- | ------- | --------- |
| 1   | 1  | Ola Vigen Hattestad | Norge    | 3.36,33 | ±0        |
| 2   | 6  | Teodor Peterson     | Sverige  | 3.36,48 | +0,15     |
| 3   | 4  | Anders Gløersen     | Norge    | 3.36,95 | +0,62     |
| 4   | 15 | Marcus Hellner      | Sverige  | 3.36,98 | +0,65     |
| 5   | 7  | Eirik Brandsdal     | Norge    | 3.37,09 | +0,76     |
| 6   | 20 | Anton Gafarov       | Ryssland | 6.25,95 | +2.49,62  |

Anders Gløersen från Norge och Marcus Hellner från Sverige blev tilldelade de två platser för åkare som ej sluta etta eller tvåa ur respektive grupp, och som lyckades kvalificera sig vidare till nästa omgång genom tidskvalificering.

#### Semifinal 2
| Pl. | Nr | Namn                | Nation    | Sluttid | Differens |
| --- | -- | ------------------- | --------- | ------- | --------- |
| 1   | 2  | Sergej Ustiugov     | Ryssland  | 3.37,37 | ±0        |
| 2   | 5  | Emil Jönsson        | Sverige   | 3.37,43 | +0,06     |
| 3   | 8  | Bernhard Tritscher  | Österrike | 3.37,64 | +0,27     |
| 4   | 9  | Aleksej Petuchov    | Ryssland  | 3.37,89 | +0,52     |
| 5   | 16 | Petter Northug      | Norge     | 3.54,28 | +16,91    |
| 6   | 3  | Federico Pellegrino | Italien   | 3.55,99 | +18,62    |

### Final
Under finalen tävlade de två snabbaste åkarna från respektive grupp, samt två åkare som kvalificerade sig genom tidskvalificering.
| Pl. | Nr | Namn                | Nation   | Sluttid | Differens |
| --- | -- | ------------------- | -------- | ------- | --------- |
| 1   | 1  | Ola Vigen Hattestad | Norge    | 3.38,4  | ±0        |
| 2   | 6  | Teodor Peterson     | Sverige  | 3.39,6  | +1,22     |
| 3   | 5  | Emil Jönsson        | Sverige  | 3.58,2  | +19,74    |
| 4   | 4  | Anders Gløersen     | Norge    | 4.02,1  | +23,66    |
| 5   | 2  | Sergej Ustiugov     | Ryssland | 4.32,5  | +54,09    |
| 6   | 15 | Marcus Hellner      | Sverige  | 5.24,3  | +1.45,92  |